# اریک تورس (بازیکن فوتبال، زاده ۱۹۹۳)
اریک تورس (اسپانیایی: Erick Torres‎؛ زادهٔ ۱۹ ژانویهٔ ۱۹۹۳) بازیکن فوتبال اهل مکزیک است.
از باشگاه‌هایی که در آن بازی کرده‌است می‌توان به باشگاه فوتبال گوادالاخارا، باشگاه فوتبال چیواس یواس‌ای، و باشگاه فوتبال هیوستون دینامو اشاره کرد.
وی همچنین در تیم‌های ملی فوتبال زیر ۲۳ سال مکزیک، و مکزیک بازی کرده‌است.